# Asparagus nesiotes
Asparagus nesiotes är en sparrisväxtart som beskrevs av Eric R.Svensson Sventenius. Asparagus nesiotes ingår i släktet sparrisar, och familjen sparrisväxter. IUCN kategoriserar arten globalt som starkt hotad.

## Underarter
Arten delas in i följande underarter:
- A. n. nesiotes
- A. n. purpureiensis